# Sacco
Sacco é uma comuna italiana da região da Campania, província de Salerno, com cerca de 701 habitantes. Estende-se por uma área de 23 km², tendo uma densidade populacional de 30 hab/km². Faz fronteira com Corleto Monforte, Laurino, Piaggine, Roscigno, Teggiano.

## Demografia
| Variação demográfica do município entre 1861 e 2011                               |
|                                                                                   |
| Fonte: Istituto Nazionale di Statistica (ISTAT) - Elaboração gráfica da Wikipedia |